# ميغان دوناهو
ميغان دوناهو (بالإنجليزية: Megan Donahue) هي عالمة فلك وأستاذة جامعية أمريكية، ولدت في 5 ديسمبر 1962.